# Joseph Klibansky
Joseph Klibansky (Kaapstad, 1984) is een Nederlandse beeldend kunstenaar.

## Biografie
Zijn vader Leon is Zuid-Afrikaans, en zijn moeder Immechien is Nederlands. In 1985 verhuisde het gezin naar Nederland. Klibansky heeft geen kunstopleiding gevolgd, maar volgde een economische opleiding. In 2016 opende hij een galerie in de Amsterdamse P.C. Hooftstraat. In 2017 vond zijn eerste solotentoonstelling plaats, in Museum de Fundatie in Zwolle.

## Werk
Zijn belangrijkste inspiratiebronnen zijn mode, interieur, steden, ultramoderne architectuur, tijdschriften en reizen over de hele wereld. Joseph Klibansky past verschillende technieken toe bij het maken van zijn kunstwerken. Damien Hirst en Jeff Koons zijn zijn grote voorbeelden. Hij is begonnen in de woonkamer van zijn ouders en inmiddels werken meerdere familieleden in het familiebedrijf.  Hij beschouwt zichzelf als een merk en pleit voor een samengaan van kunst met commercie. Deze werkwijze heeft ook voor kritiek gezorgd binnen de Nederlandse kunstwereld.  Het BNNVARA-programma Boos heeft een uitzending over hem gemaakt, nadat de presentator klachten had ontvangen van ex-medewerkers over gezondheidsrisico's die het maken van zijn kunst veroorzaakte. 